# Китерма
Китерма́ — река в России, протекает по Крутинскому району Омской области. Устье реки находится у озера Салтаим, в деревне Усть-Китерма. Длина реки составляет 3 км.
На реке стоят населённые пункты Китерма и Усть-Китерма.

## Данные водного реестра
По данным государственного водного реестра России относится к Иртышскому бассейновому округу, водохозяйственный участок реки — Оша, речной подбассейн реки — бассейны притоков Иртыша до впадения Ишима. Речной бассейн реки — Иртыш.